# Pierre Amine Gemayel
Pierre Amine Gemayel (àrab: بيار أمين الجميل, Biyār Amīn al-Jumayyil, pronunciat en àrab estàndard Biyar Amín al-Jumàyyil), també conegut com a Pierre Gemayel Jr, Pierre Amine o Pierre Gemayel, (Bikfaya, 24 de setembre de 1972 - Beirut, 21 de novembre de 2006) fou un polític libanès de religió cristiana maronita, militant del Partit de les Falanges Libaneses i ministre d'Indústria del Líban entre 2005 i 2006. Fou la setzena figura pública antisiriana assassinada al Líban en dos anys.

## Biografia
Gemayel va néixer el 24 de setembre de 1972 a Bikfaya (Líban), en el si d'una família implicada plenament en la vida política del país: era el fill de l'expresident Amine Gemayel, nebot de l'expresident electe Bachir Gemayel i net del fundador de Falanges Libaneses Pierre Gemayel, el nom del qual se li posà.
Es llicencià en Dret a Beirut i a París per la Universitat de Sant Joseph (regentada per jesuïtes francesos). Començà la seva carrera en una empresa a Beirut per agafar poc després el relleu al seu pare Amine Gemayel. L'any 2000, s'inicià a la vida política, quan fou escollit membre del Parlament pel districte (qadaa) de Metn com a independent. S'uní amb el seu pare a la Coalició Qornet Shehwan i fou escollit de nou l'any 2005.
Gemayel era reconegut com a ferm opositor a l'ocupació i influència siriana al Líban. A més a més, estava en contra del mandat del president Émile Lahoud i participà en la Revolució dels Cedres després de l'assassinat de l'anterior primer ministre Rafik Hariri.
El juliol de 2005 fou nomenat ministre d'Indústria pel govern de Fouad Siniora.

## Assassinat
A les 15:15h (zona horària UTC+2) del 21 de novembre de 2006, el dia abans del Dia de la Independència del Líban, entre tres a quatre pistolers dispararen a poca distància contra Gemayel vint-i-quatre trets amb cinc tipus diferents d'armes automàtiques silenciades, totes usant bales 9mm, després de col·lidir frontalment el seu cotxe contra un Honda CRV amb els vidres tintats al barri situat al nord de Beirut conegut com a Jdeideh. Fou traslladat pel xofer ràpidament a l'hospital Sant Josep de Daura, on el declararen mort poc després. El seu guardaespatlles, Samir Shartouni, també morí assassinat mentre que el xofer únicament resultà ferit. Entretant els seus botxins fugiren al barri de Chtaide, al nord de Beirut. El mètode amb el qual mataren a Gemayel és molt menys discret que l'utilitzat en ocasions anteriors. En comptes d'usar cotxes bomba detonats a distància i sense reivindicació, s'optà per pistolers a plena llum del dia.
Altres fonts assenyalen que foren tres els ocupants del vehicle i que després de l'impacte, sols un dels membres disparà contra Gemayel. Pel que fa a l'indret de l'atemptat, algunes fonts assenyalen que succeí al barri cristià de Sin al Fil.
Els assassins de Gemayel enviaren un comunicat reivindicant l'acció en nom dels Lluitadors per la Unitat i Llibertat de la Gran Síria. Manifestaren que van matar a Gemayel perquè era «un d'aquells que contínuament escampa el seu verí contra Síria i contra Hezbol·lah, sense vergonya ni pertorbació».
Un reportatge del diari kuwaitià en llengua àrab Al-Seyassah al·legà que un editor de l'agència de notícies de propietat estatal d'origen sirià, Syrian Arab News Agency (SANA), contactà amb un diari libanès prosirià 55 minuts abans de l'assassinat per informar d'aquest mateix. La història explica que el periodista de la SANA trucà 10 minuts després per disculpar-se de la trucada anterior. Posteriorment, Al Seyassah va optar per no desvelar el nom del diari libanès per protegir la seva identitat.
La llei libanesa exigeix la dissolució del Govern si un terç dels 24 membres del Gabinet dimiteix o no està disponible per mort o baixa. S'especulà que l'assassinat de Gemayel fou un intent dels grups prosirians per aconseguir aquesta tercera part, i fer dimitir en conjunt a l'executiu actual. Amb la recent dimissió de sis parlamentaris de Hezbol·lah del Govern libanès, juntament amb la mort de Gemayel, la dimissió o mort de dos ministres més hagués col·lapsat el Govern de Fouad Siniora. Altres han relacionat la mort de Gemayel amb nombroses teories conspiratives com una operació de bandera falsa. Molts han qüestionat l'interès de Síria a fixar la societat cristiana com a objectiu per desestabilitzar el partit cristià Moviment Patriòtic Lliure, dirigit pel general Michel Aoun, el qual juntament amb el partit xiïta Hezbol·lah, dirigit pel xeic Hassan Nasrallah, formen el bloc parlamentari prosirià més gran. Però el rerefons més evident fou l'aprovació la nit abans d'una resolució del Consell de Seguretat de l'ONU per l'establiment d'un tribunal internacional per estudiar l'assassinat l'any 2005 de l'exprimer ministre libanès Rafik Hariri.
L'oficina del ministre d'Assumptes Parlamentaris, l'antisirià Michel Pharaon, fou objecte de trets a Achrafieh, un barri de Beirut, diverses hores després de l'atemptat mortal contra Gemayel. Els seus portaveus van assegurar que els trets provenien d'un Suzuki de color blanc que va fugir. Pharaon és un diputat greco-catòlic de la majoria parlamentària antisiriana. Totes les cerimònies per l'aniversari dels 63 anys d'independència del Líban de la metròpoli francesa foren cancel·lades, fins i tot la desfilada militar, perquè l'estat d'emergència declarat el mateix dia pel president de la República, Émile Lahoud, va obligar a desplegar massivament soldats i policies als carrers en previsió de més incidents.
El dijous 23 de novembre els prosirians van convocar una protesta massiva pels carrers del centre de Beirut per demanar la dimissió del Govern. Malgrat l'assistència massiva de manifestants (al voltant d'un milió de persones), el govern antisirià va resistir la pressió i segueix en peu fins al dia d'avui. Tot i així, la coalició pro-síria es disposà a organitzar una assentada popular al centre de Beirut, concretament a la Plaça dels Màrtirs, per insistir en les seves demandes. La pretensió va provocar centenars de firmes d'empreses (majoritàriament bars i restaurants) d'aquesta àrea vital del Líban per tancar la plaça.

## Resposta

### Reacció libanesa

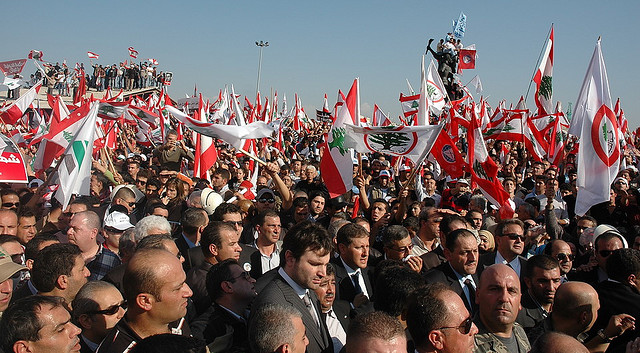
Partidaris de Gemayel al seu funeral.

El primer ministre libanès, Fouad Siniora, va fer una crida a la unitat del país durant una compareixença a la televisió i vinculà l'atemptat amb la creació, a instàncies de l'ONU, d'un polèmic tribunal internacional per jutjar els suposats autors de la mort, el 14 de febrer de 2005, de l'exprimer ministre Rafik Hariri. Siniora va prometre als libanesos que «no deixarem als assassins controlar la sort del Líban i el futur dels seus fills». «Ha arribat el moment perquè tots els libanesos s'uneixin al voltant al tribunal internacional», afegí. El fill de Gemayel afirmà en la mateixa roda de premsa que «Síria tracta de matar tots els homes lliures».
La milícia xiïta Hezbol·lah condemnà l'assassinat en un comunicat que expressava que «sense dubte, els qui van cometre aquest crim volen empènyer el Líban al caos i la guerra civil». En canvi, la facció política de Hezbol·lah assegurà que «d'aquesta manera es vol impedir tota solució pacífica i política dels acords polítics al país».
Saad Hariri, líder majoritari del Parlament Libanès i el cap de l'agrupament polític Moviment Futur, juntament amb el ministre d'Interior del Líban, Ahmed Fatfat, acusaren Síria d'ordenació de l'assassinat. Hariri ha declarat que «la mà de Síria està a tot arreu en aquest assassinat» i que «entre aquest Govern assassí i nosaltres només es pot interposar un tribunal internacional», en resposta a una possible resolució del conflicte. Walid Jumblatt, líder libanès de la comunitat drusa, també va culpar Síria de l'assassinat de Gemayel, i afirmà que «aquest acte responia a la voluntat d'erosionar la majoria que governava al Parlament libanès». Samir Geagea, el líder de Forces Libaneses, un dels partits cristians majoritaris, va demanar la dimissió del president Émile Lahoud, i alhora, va acusar Síria d'orquestrar l'assassinat. Amine Gemayel, expresident libanès i pare de la víctima, també va assenyalar el govern sirià com a màxim responsable de la mort del seu fill. Michel Aoun, líder del Moviment Patriòtic Lliure, va condemnar durament l'assassinat, i sostenia que tenia per objectiu generar el caos i la confusió, principalment entre la societat cristiana al Líban.
Gairebé tots els principals polítics libanesos van emetre declaracions públiques de condemna de l'assassinat. En homenatge a la mort de Gemayel, el Govern libanès va declarar tres dies de dol oficial.

### Reacció internacional
El Govern de Síria va ser el primer executiu àrab en condemnar l'atemptat titllant-lo d'«un crim terrible que té per objectiu atemptar contra l'estabilitat i la pau del poble libanès». L'ambaixada de Síria a Washington assenyalà que «aquest acte atroç és una nova prova de què cada vegada que les forces polítiques libaneses discuteixen iniciatives contra Síria són atacades en un intent de fer carregar contra Síria tota responsabilitat». Faisal Kalthoum, parlamentari sirià i membre del Comitè Central del partit Baas a Síria, afirmà a l'agència de notícies Al Jazeera: «Les autoritats de seguretat (al Líban) han de buscar aquells que volen crear un punt de suport per a Israel (al Líban)».
Des de Jordània, el rei Abdallah II expressà: «Condemnem de formà enèrgica aquest horrorós atemptat. Ha sigut un acte de covardia contra la seguretat i estabilitat del Líban».
A Londres, Tzipi Livni, la ministre d'Afers Exteriors d'Israel, afirmà: «La notícia del Líban és un altre exemple del tipus de regió i del tipus de veïns amb qui vivim. Això és un argument més al que he intentat explicar anteriorment: és una qüestió entre moderats i extremistes».
Als Estats Units d'Amèrica, la Casa Blanca també va condemnar els fets. El Departament d'Estat expressà que «l'assassinat de Gemayel era un acte de terrorisme». El president dels EUA, George W. Bush, en un esmorzar amb soldats a la base aèria de Hickam, a Hawaii, va qualificar de bàrbar l'assassinat recalcant que «havia tornat a aparèixer la cara lletja del terrorisme». Tanmateix, va aprofitar l'ocasió per exigir el final de les «ingerències de Síria i l'Iran al Líban». El sots-secretari Nicholas Burns afirmà que els Estats Units considera l'atemptat com un acte d'intimidació contra la coalició governamental al Líban. L'ambaixador a Nacions Unides, John Bolton, va dir que «l'assassinat de Gemayel aguditza el perill que Síria i l'Iran perpetuïn, a través d'aliats com Hezbol·lah, un cop d'estat contra el govern libanès», sent així la veu estrangera més contundent en culpar al govern sirià de l'assassinat. Afirmà que «un denominador comú dels assassinats polítics de líders libanesos, periodistes i membres del Parlament és que tots són antisirians; així que suposo que fàcilment es poden extreure conclusions».
Tony Blair, primer ministre britànic, condemnà l'assassinat, a la vegada que Margaret Beckett, secretària d'Estat d'Afers Exteriors i del Commonwealth al Regne Unit, va titllar l'assassinat de «contrari a tots els interessos de la regió» en una conferència de premsa difosa per Al Jazeera English aproximadament una hora després de la confirmació de la mort de Gemayel.
Irwin Cotler, polític liberal canadenc i membre del Parlament, viatjà a Beirut, juntament amb un altre membre, com a delegació canadenca als funerals de Gemayel i assenyalà a Síria com a possible responsable de la mort de Gemayel. Respongué «tot apunta que sigui així» quan se li va preguntar si Síria estava al darrere de l'atemptat comès.
El Govern francès va titllar l'assassinat d'«odiós atemptat» i la Unió Europea afirmà que «el Líban paga novament un alt preu per la seva voluntat de viure en pau».
En una sessió d'emergència, el Consell de Seguretat de l'ONU condemnà l'assassinat de Gemayel.
El papa Benet XVI assenyalà l'assassinat com a «inexplicable» en un missatge llegit per un sacerdot jesuïta al funeral de Gemayel.

## Funeral

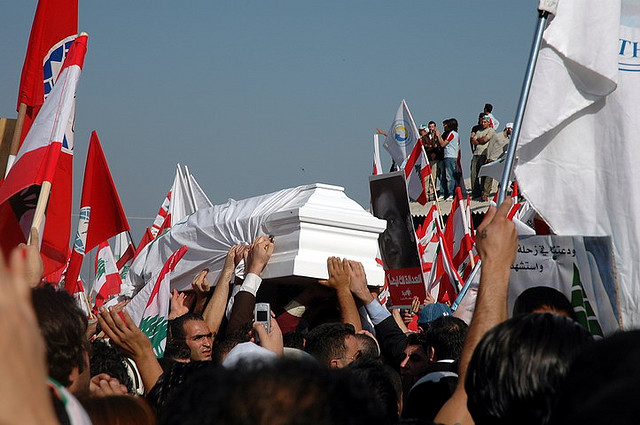
El taüt de Gemayel obrint-se pas entre la gent.

El funeral es va celebrar a les 13h (hora local) del dijous 23 de novembre, diada de la independència del Líban, a la catedral maronita de Saint Georges, al centre de Beirut. Nasrallah Pierre Sfeir, patriarca maronita, va dirigir el ritu religiós fent una crida a no revenjar-se per la mort de Gemayel. Durant l'acte, desenes de milers de partidaris del difunt es van aplegar davant la catedral, a la Plaça dels Màrtirs, enarborant banderes libaneses. Diverses forces polítiques es van adreçar als assistents des d'una trona posada darrere un panell antibales per transmetre el missatge que el Líban no serà intimidat per aquests assassinats.
En acabar, les restes mortals de Gemayel foren traslladades a la seva localitat natal de Bikfaya enmig d'una gran tensió entre prosirians i antisirians i de crides a la calma. El taüt, embolcallat amb la bandera de les Falanges Libaneses i no pas la del seu país, fou hissat pels seus seguidors, mentre milers de persones ploraven al seu pas i li llançaven flors i arròs. D'altres mostres de suport es van poder veure quan dones des dels balcons llençaren arròs sobre la comitiva. També es van sentir trets a l'aire d'homes armats entre la multitud i cartells amb la imatge de Baixar al-Àssad, president de Síria, amb l'eslògan «Provoca la teva guerra civil!». A Bikfaya, a més a més de la família i els habitants d'aquesta localitat, també hi va haver dirigents destacats de l'Aliança 14 de Març, la coalició antisiriana a la qual pertanyia el ministre assassinat. La comitiva finalitzà el seu recorregut a la casa natal de Gemayel on després d'una breu oració en record seu, els amics i la família van rebre el condol de tots aquells que van voler mostrar el seu rebuig a l'atac.
El dia abans a la nit, en una reunió extraordinària, l'Aliança 14 de Març va fer una crida a la celebració l'endemà de funerals nacionals i populars a Beirut, i van instar la població a convertir-los en una nova «intifada de la independència», en al·lusió a les enormes manifestacions que van seguir l'assassinat de Rafik Hariri.